# Pied-De-Vent
Il Pied-De-Vent è un formaggio a latte crudo prodotto dalla Fromagerie du Pied-De-Vent.

## Maggiori Informazioni
- Tipo: pasta molle, latte crudo
- Produttore: Fromagerie du Pied-De-Vent
- Contenuto di grasso: 27%